# Embassy of Turkmenistan (Washington, D.C.)

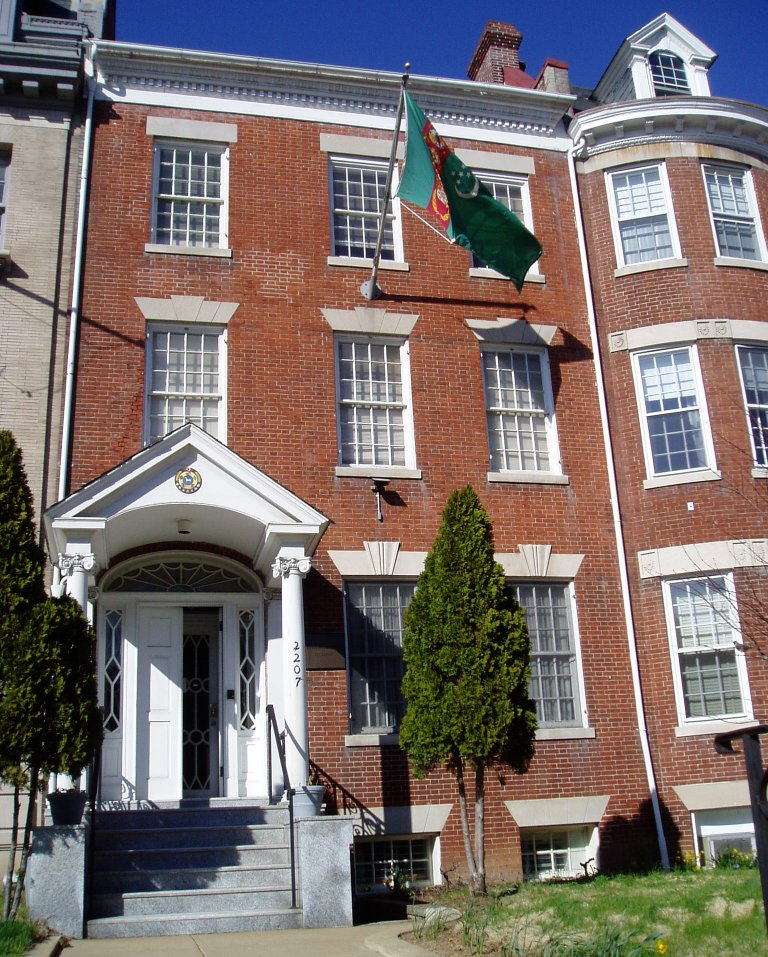
Embassy of Turkmenistan, Washington, D.C.

Die Embassy of Turkmenistan in Washington, D.C. ist die Auslandsvertretung von Turkmenistan in den Vereinigten Staaten. Sie befindet sich an der Adresse 2207 Massachusetts Avenue, Northwest, im Viertel Embassy Row in Washington, D.C.
Der Botschafter ist derzeit Meret Bayramovich Orazov.
Das Gebäude ist ein zweistöckiger Backsteinbau.